# وینود کسلا
وینود کسلا (گرمکهی: ਵਿਨੋਦ ਖੋਸਲਾ) (زاده ۱۹۵۵) میلیاردر تاجر و سرمایه‌دار کارآفرین هندی-آمریکایی است. او یکی از بنیان‌گذاران سان مایکروسیستمز بود و در اوایل دهه ۱۹۸۰ اولین مدیر عامل ارشد و رئیس آن بود. در ۲۰۰۴ شرکت خود کسلا ونچرز را تشکیل داد که بر سرمایه‌گذاری ونچر در بخش‌های مختلف فناوری، مهمتر از همه بر فناوری پاک متمرکز است. در سال ۲۰۱۴، «فوربز» او را در زمره ۴۰۰ فرد ثروتمند ایالات متحده قرار داد. در سال ۲۰۲۰، او در فهرست ۴۰۰ فوربز شماره ۳۵۳ قرار گرفت.